# Karne cruda
Karne cruda es un grupo de punk rock procedente de Cantabria, España, caracterizado por un estilo rabioso y rápido. La banda debutó a principios de 2004 en Comillas y, a lo largo de su trayectoria, han sacado una maqueta y seis discos.

## Trayectoria

### Inicios y primera maqueta (2004-2010)
Karne cruda debutó el 14 de mayo en Comillas durante el festival Kaos Rock, compartiendo escenario con Pandemonium Light, karakarriak y Komando kokilla. En sus primeros años, la banda se dedicó a ensayar y tocar en bares y fiestas por la región, con la excepción de su participación en El Magosto Rock (Orense) y en las 1ª Jornadas libertarias de Miranda de Ebro (Burgos). En 2006, grabaron su primera maqueta titulada Punk suzio & askeroso, autoproducida y de la cual distribuyeron 500 copias por el norte de España. Ese mismo año participaron en varios festivales regionales como el Conciert@ sospecha, Limoneru rock, Iguña Punk.... Fue una época de descontrol y cambios en la formación, durante la cual también sacaron su primer álbum en 2008: Melodías deskiziadas, editado por el Grillo libertario y distribuido por la Nariz Roja. El disco marcó el inicio del reconocimiento de la banda, alcanzando audiencias en Latinoamérica y aumentando su popularidad y oportunidades para más conciertos.

### Segundo álbum y consolidación (2011-2013)
En abril de 2011, la banda regresó al estudio para lanzar su segundo álbum Días como Navajas, con el que se recorren buena parte del estado español. Este lanzamiento marcó la consolidación del grupo y su presencia en la escena punk y les permitió seguir creciendo en popularidad.

### Décimo aniversario y cambio de mentalidad (2014-2015)
Coincidiendo con su décimo aniversario en 2014, grabaron el álbum Incombustibles, que recibió muy buenas críticas. Durante ese año, estuvieron constantemente en los escenarios y comenzaron a tomarse el proyecto más en serio. En una entrevista con Insonoro, la banda comentó: «los primeros 10 años pasábamos de todo, después de grabar el primer disco estuvimos casi 4 años sin salir del local, nos daba igual grabar, tocar… Estábamos más centrados en hábitos poco recomendables, pero en 2014 decidimos tomárnoslo un poco más en serio». Ese mismo año, Jorge, el guitarrista, dejó la banda y comenzaron a colaborar con Zona Residual. En 2015, participaron en dos discos recopilatorios: el recopilatorio Matxinada fanzine y el doble CD Tributo a Guerrilla Urbana coeditado por los sellos Bicho Raro, Kamilosetas Muskaria y Los 80 Pasan Factura. También participaron en festivales como el Rebujas Rock junto a Boikot, Obús, Segismundo Toxicomano, Vita Imana y Desastre.

### Nuevo álbum y cambios en la formación (2016-2017)
En 2016, Karne Cruda lanzó su siguiente disco Ruido, bourbon & Perversión, caracterizado por un punk agresivo y letras directas. En una entrevista con Insonoro, la banda expresó: «Con nuestras letras queremos expresar cómo nos sentimos, no nos tiembla el pulso a la hora de aceptar nuestra derrota, nuestro odio, ni nuestros constantes fracasos, pero tampoco nos tiembla para decir que degollaríamos a la reina si fuese necesario». Al año siguiente, Fonso dejó el grupo, lo que ocasionó un pequeño parón en su actividad.

### Celebración del 15 aniversario y lanzamientos recientes (2018-presente)
Para celebrar su 15 aniversario, Karne cruda publicó su último disco La resistencia, que presentaron en Comillas con un concierto especial en el que invitaron a los grupos Arkada Social, Ídolos del extrarradio y State Alerta. La banda ha continuado activa, ofreciendo numerosos conciertos por todo el Estado.
En 2022, Karne cruda junto a Yugular publicaron un EP conjunto Días de furia, en el que cada grupo aportó dos canciones. Por parte de Karne cruda, las canciones fueron «Momentos De Gloría» y «Gente Tóxica», mientras que Yugular contribuyó con «Victoria» y «Días De Furia». Además, incluyeron una quinta canción conjunta: «Pisar La Sociedad/En La Brecha». Este lanzamiento estuvo acompañado de conciertos y videoclips, destacando un concierto conjunto en Torrelavega, Cantabria.

## Integrantes
- Efren | Voz. (2004/activo)
- Zesareo | Guitarra. (2006/activo)
- Palu | Batería. (2005/activo)
- Chuchi | Bajo. (…./activo)
- Jorge (.../2014)
- CEsar | Bajo (2006/...)
- Pereda | Guitarra (2004-2007)
- Nando | Bajo (2004-2006)
- Patis | Batería (2005)
- Julián | mandos (2005-2006)

## Discografía

### Álbumes
- Punk, sucio & asqueroso (2006). Maqueta.
- Melodías deskiziadas (2008). CD.
- Días como navajas (2011). CD.
- Incombustibles (2014). CD.
- Ruido, bourbon & Perversión (2016). CD.
- La resistencia (2019). CD.

### Sencillos
- Días de furia (2022). Sencillo junto a Yugular.

### Participación en recopilatorios
- Matxinada fanzine.
- «Fruta podrida» en Tributo a Guerrilla Urbana. (2015). Doble CD con un libro.
- «Todo está podrido» en Prau Segáu Vol. 1 (2013).